# Arc (rock)
Arc was een Britse muziekgroep die heeft bestaan rond het jaar 1970. De band kwam voort uit Skip Bifferty en speelde een mengeling van rock, psychedelische rock en progressieve rock. De band bestond maar kort, nam een muziekalbum op en versleet toch drie drummers. Daarna maakte de band nog een album voor Charisma Records onder de titel Bell & Arc, naar Graham Bell.

## Leden
- Mick Gallagher – zang, gitaar, orgel
- John Turnbull – gitaar, percussie, zang
- Tom Duffy – basgitaar, zang
- Dave Trudex, Rob Tait, David Montgomery – slagwerk en percussie

Gallagher en Turnbull speelden na Arc nog in talloze bandjes, waarvan de belangrijkste Ian Dury & The Blockheads was. Rob Tait speelde even in Gong en bij Dick Heckstall-Smith. Montgomery schoof door naar Python Lee Jackson. Duffy en Trudex verdwenen van het podium.

## Discografie
- 1971: Arc at this
- 1971: Bell & Arc